# Identity Thief
Identity Thief (bra: Uma Ladra Sem Limites; prt: Vigarista à Vista) é um filme de comédia de ação estadunidense estrelado por Jason Bateman e Melissa McCarthy, escrito por Craig Mazin e dirigido por Seth Gordon. O filme foi lançado nos Estados Unidos e no Canadá em 8 de fevereiro de 2013.

## Sinopse
Sandy Patterson (Jason Bateman) é um paizão, trabalhador e anda louco por uma promoção para melhorar a saúde financeira da família que vai crescer ainda mais, já que sua esposa (Amanda Peet) está grávida da terceira filha. Quando ele estava prestes a dar um salto profissional significativo, descobre que alguém clonou o seu cartão de crédito e está usando seu nome indevidamente em um outro estado. Com a polícia de mãos atadas para resolver o seu caso, ele resolve viajar sozinho e convencer a pilantra e trambiqueira Diana (Melissa McCarthy) a se entregar. Só que a missão fica ainda mais complicada na medida que outras pessoas, entre elas um perigoso caçador de recompensas (Robert Patrick) e uma dupla de criminosos (Génesis Rodríguez e T.I.), também vão atrás da ladra. Agora, se quiserem fugir dos outros perseguidores e ainda sairem ilesos dessa, Sandy e Diana vão ter que se unir, isso se conseguirem parar de brigar antes.

## Elenco
- Jason Bateman como Sandy Bigelow Patterson
- Melissa McCarthy como Diana/Dawn Budgie
- Jon Favreau como Harold Cornish
- Amanda Peet como Trish Patterson
- Génesis Rodríguez como Marisol
- Tip "T.I." Harris como Julian
- Morris Chestnut como Detetive Reilly
- John Cho como Daniel Casey
- Robert Patrick como Caçador de Recompensas
- Eric Stonestreet como Big Chuck
- Jonathan Banks como Paolo Gordon
- Mary-Charles Jones as Franny Patterson
- Maggie Elizabeth Jones as Jessie Patterson
- Ellie Kemper como Flo
- Ben Falcone como Tony

## Recepção
O filme recebeu críticas negativas dos críticos. Rotten Tomatoes deu ao filme uma pontuação de 19%, com base em 160 comentários. Consenso do site é: "Algumas risadas de Identity Thief são atribuíveis a Melissa McCarthy e Jason Bateman, que trabalham arduamente para criar uma estrutura para a trama indisciplinada do filme". No Metacritic, o filme tem uma pontuação de 35%, indicando opiniões "geralmente desfavoráveis".

Em sua crítica negativa, Rex Reed fez várias referências ao peso de Melissa McCarthy, referindo-se a ela como "trator", "monstruosa", "obesa", e um "hipopótamo".  No Twitter, Paul Feig, que dirigiu McCarthy em Bridesmaids e em The Heat, escreveu: "Eu cordialmente convido o sr. Rex Reed a ir se ferrar". Em uma coluna para o The Huffington Post, Candy Spelling comparou revisão de Reed ao bullying.

### Bilheteria
Apesar das revisões críticas principalmente negativas, Identity Thief ganhou US$ 34,5 milhões nos mercados norte-americanos durante a sua semana de estréia. O filme arrecadou US$ 134,5 milhões no mercado nacional e US$ 39,4 milhões internacionalmente para um total mundial de US$ 173,9 milhões.